# Бурова, Елизавета Ивановна
Елизавета Ивановна Бурова (15 августа 1913, с. Песьяны, Московская губерния, Российская Империя — 25 марта 1996, г. Иркутск, Иркутская область, СССР) — советский геолог, лауреат Ленинской премии.

## Биография
Родилась 15 августа 1913 года в подмосковном селе Кесьяны в крестьянской семье.
Окончила педагогическое училище, а в 1939 году — Московский геологоразведочный институт.
Работала во Всесоюзном геологическом фонде.
С 1940 года работала в Восточно-Сибирском геологическом управлении (г. Иркутск).
В 1947—1974 годах работала в Сосновской экспедиции.
В поисках месторождений урана находилась на севере Забайкалья. 29 июня 1949 года на вершине Удоканского хребта обнаружила камни малахита, являвшиеся признаком коренного выхода медной залежи на поверхность. Тем самым явилась первооткрывателем Удоканского месторождения меди, уникального по своим запасам. За это открытие была удостоена Ленинской премии.
В 1974 году вышла на пенсию.
25 марта 1996 года умерла в Иркутске.